# یواس‌اس لوتیتیا (اس‌پی-۳۹۸)
یواس‌اس لوتیتیا (اس‌پی-۳۹۸) (به انگلیسی: USS Letitia (SP-398)) یک کشتی است.